# Tongsa
Tongsa este un oraș din Bhutan, reședință a districtului Trongsa.